# 브레케시

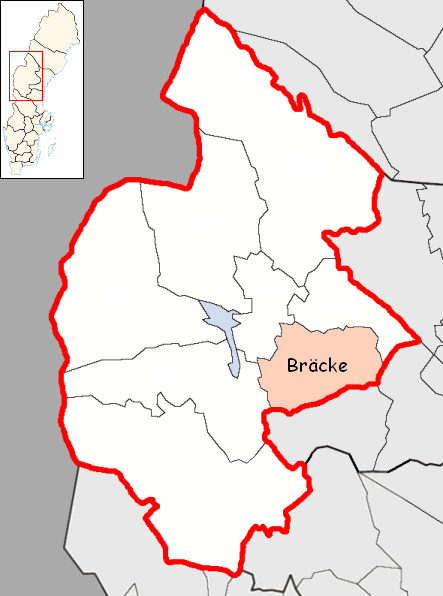
브레케 시의 위치

브레케시(스웨덴어: Bräcke kommun)는 스웨덴 옘틀란드주에 위치한 지방 자치체로 행정 중심지는 브레케이며 면적은 3,783.7km2, 인구는 6,492명(2016년 12월 31일 기준), 인구 밀도는 1.7명/km2이다.

시 문장